# 中野剛志
中野 剛志（なかの たけし、1971年〈昭和46年〉10月25日 - ）は、通産・経産官僚、評論家、思想家。学位はPh.D.（エディンバラ大学・2005年）。経済産業省商務情報政策局消費・流通政策課長、同局大規模小売店舗立地法相談室長、同局物流企画室長。
京都大学大学院工学研究科准教授、特許庁総務部総務課制度審議室長、経産省商務情報政策局情報技術利用促進課長、経産省大臣官房参事官（グローバル産業担当）などを歴任した。

## 来歴
神奈川県出身。実家はリサイクル業。攻玉社中学校・高等学校卒業。現役時に京都大学に落第し、河合塾横浜校を経て、東京大学教養学部教養学科第三（国際関係論専攻）卒業。西部邁の私塾・表現者塾出身。
予備校の講師から「国際関係論を学ぶには佐藤誠三郎が良い」という助言を受け、東大入学後に佐藤の講義を受けている。また、ロバート・ギルピンの著書を通して、自由主義およびマルクス主義に次ぐ第3の経済思想たる経済ナショナリズムを知り、大学卒業後の進路に通商産業省を選ぶ。
1996年、通商産業省に入省。1999年、資源エネルギー庁長官官房原子力政策課原子力専門職に就任。
2000年、エディンバラ大学に官費留学し政治思想を専攻。2001年、同大学より優等修士 (M.Sc. with distinction) の学位を取得。指導教官はラッセル・キート (Russell Keat)。
帰国後、資源エネルギー庁資源・燃料部政策課長補佐に就任。2004年からは同課燃料政策企画室を併任。同年、経済産業省エネルギー・新エネルギー部新エネルギー対策課長補佐に就任。
2005年、エディンバラ大学よりPh.D. in Politics（博士（政治学））を取得。学位論文は「国家の力：経済ナショナリズムの理論的基礎 (The power of nations: theoretical foundations for economic nationalism)」である。
経済産業省経済産業政策局産業構造課長補佐を経て、2010年6月1日、京都大学大学院工学研究科都市社会工学専攻藤井聡研究室に退職出向。同研究室には助教として着任し、翌年、准教授に昇任した。経済産業研究所コンサルティングフェローを兼任。
2011年3月17日、『TPP亡国論』の印税収入の半分相当を、日本赤十字社の「東日本大震災義援金」に寄付した。『TPP亡国論』は20万部を超えるベストセラーとなっている。
2012年5月31日をもって京都大学を退官し、同年6月1日から経済産業省に復帰。新エネルギー・産業技術総合開発機構（NEDO）に出向し、同機構総務企画部主幹、同機構ロボット・機械システム部主幹、同機構戦略的イノベーション創造プログラム『革新的設計生産技術』推進委員会オブザーバーを務めた。2014年、特許庁総務部総務課制度審議室長に就任。2017年7月5日、経済産業省商務情報政策局情報技術利用促進課長に就任。2020年7月20日、経済産業省大臣官房参事官（グローバル産業担当）に就任。2021年7月1日、経済産業省 商務情報政策局 消費・流通政策課長  兼 物流企画室長に就任。2024年6月25日、経済産業省 商務情報政策局 参事官（商務・サービスグループ担当）に就任。

## 人物
- 4人兄弟の長男[7]。
- 東京大学弓道部で同期の女性と結婚している[7]。

## 受賞
- 2003年（平成15年） - 論文「経済ナショナリズムを理論化する (Theorising economic nationalism) 」[25]により民族性ナショナリズム学会のドミニク・ジャッキン＝バーダル論文賞 (Dominique Jacquin-Berdal Essay Prize) を受賞[26]。
- 2012年（平成24年）
  - 著書『TPP亡国論』により新書大賞2012の第3位を受賞[27]。
  - 著書『日本思想史新論：プラグマティズムからナショナリズムへ』により第21回山本七平賞の奨励賞を受賞[28]。

## 主張

### 政治思想・経済思想
経済ナショナリストによる思想の再解釈を通して、これらの思想の底流にあるのは、理性と思索により抽象化・単純化した思考ではなく、文化や社会慣習、常識の蓄積などをあるがままに掴み取ろうとする解釈学的アプローチであるとする。抽象的な数理モデルや、経済現象を利己的個人に還元した方法論的個人主義など、これらに基づく主流派経済学の非現実的な抽象論を批判し、これに依拠する民営化・規制緩和・小さな政府などの新自由主義的な手法が問題解決に対して失効しているばかりか、軋轢や問題の原因でもあると主張している。
また、新自由主義が信奉する自由放任の市場経済は、家族・共同体といった保守が重視する価値を破壊するため、国家・道徳のためにも、保守は新自由主義と手を切るべきだと主張している。

### 経済史
イギリス経験論の代表的人物であるデイヴィッド・ヒュームを経済ナショナリストとし、ヒュームからアメリカの経済ナショナリストであるアレクサンダー・ハミルトンへの流れ、ハミルトンを経由して経済ナショナリストの一大学派であるドイツ歴史学派の創始者フリードリッヒ・リストまでの思潮を辿り、ヒュームからヘーゲルを経て、新古典派経済学の創始者の一人とされるアルフレッド・マーシャルが実は経済ナショナリストであることを論証しようと試みた。また、混同されがちな経済ナショナリズムと重商主義はその立場が異なることを、「ネイション」（国民あるいは人々の社会的・文化的・心理的紐帯）と「ステイト」（政府あるいは政治的・法的制度）の両者の基盤の違いを軸に論じた。
経済思想史の流れで経済が順調ではない時の傾向として、通常の経済学の議論で見落とされていたものに注目する動きが出てくるとし、危機の時はオーソドックスから逸脱できた国だけが生き残れるとする。

### 経済政策
デフレーションを解決することが最優先課題であるとし、内需拡大こそ重要であるとしている。外需促進は貿易黒字の拡大を伴うが、これは円高を促し国際競争力を失う自殺行為であると指摘する。むしろ、財政出動により内需を拡大することで輸入が増加し、これが円を安くし国際競争力を高めることにつながるとする。すなわち、財政出動による内需拡大こそが円高を止めるとする。マンデルフレミングモデルに対して、デフレ下では金利の大幅な上昇はありえないため、自国通貨高にはならないと主張している。
「くたばれグローバル資本主義」が座右の銘であり、海外からの需要取り込みや国際分業の伸展により経済活性化を目指すグローバル成長戦略論には否定的である。TPPについて中野は「日本はすでに開国している」「TPPで輸出は増えない」「TPPは日米貿易だ」と持論を展開している。

## 人物評
森健は、中野の『TPP亡国論』（2011年）について「著者はまずTPPは国内総生産比率で事実上、日米2カ国の自由貿易協定（FTA）に過ぎないことを示した上で、アメリカはなりふり構わぬ輸出強化策に出ていることを証明する。冷静な論考の過程で見えてくるのは、国民を幸せにしないグローバル経済の問題だ。TPPだけに終わっていないのが本書の深みだ」と評している。祖田修は、『反・自由貿易論』について「本書はTPPに関し、最も信頼しうる著作の一つである」と評している。
元日本銀行副総裁で経済学者の若田部昌澄は、中野が経済学を理解した上で、自説に適した理論を的確に選び、「そう言われればそうかな」と思ってしまうような論を展開しているとして、「トレード」を教える反面教材としては悪くないとしている。若田部は「いろいろな人が反TPP論を繰り出したが、どれも中野のバリエーションのようなものだった。彼の議論をあらためて確認しておくことにはまだ意義がある」と述べている。
社会経済学者の松原隆一郎は最初に景気回復は赤字財政による公共投資で可能になるという中野の主張を聞いて疑問を持ったと述べている。政府が国民の貯金を上回る累積赤字を背負うなら、その国家は財政破綻するのではないかと問うた。中野は銀行制度において、預金通貨は振り込まれる預金が転送されて生まれるのではなく、資金を求める人の口座に返済可能と判断し準備預金を積む限りで貸出額を記帳するだけで預金通貨は発生するので、政府も国債を政府紙幣を発行して「受領」されさえすれば通貨になるのだから、不況期には政府は支出を無限に増やせると主張した。松原はこの貨幣論はその国家がどこまで「信用」されるかにかかっているため、中野の軍事技術・費用逓減産業・地理的差異など、長期にわたって富を生み出す仕組みの説明で理論の筋が見えたと述べている。

## TV出演
- 超人大陸（インターネットテレビ）- 2011年・2012年に出演。
- 日本文化チャンネル桜 - 2011年・2012年に出演。
- 視点・論点（NHKテレビ）- 2011年に出演[50]。
- とくダネ!（フジテレビ）- 2011年に出演[51]。

## 著書

### 単著
- 『国力論』以文社、2008年。ISBN 4753102610。
- 『経済はナショナリズムで動く』PHP研究所、2008年。ISBN 4569703186。
  - 改訂版：『国力とは何か：経済ナショナリズムの理論と政策』講談社（講談社現代新書）、2011年。ISBN 4062881152。
- 『恐慌の黙示録』東洋経済新報社、2009年。ISBN 4492395148。
  - 改訂版：『資本主義の預言者たち：ニュー・ノーマルの時代へ』KADOKAWA（角川新書）、2015年。ISBN 4047317357。
- 『自由貿易の罠』青土社、2009年。ISBN 4791765117。
- 『考えるヒントで考える』幻戯書房、2010年。ISBN 4901998579。
- 『TPP亡国論』集英社（集英社新書）、2011年。ISBN 4087205843。
- 『日本思想史新論：プラグマティズムからナショナリズムへ』筑摩書房（ちくま新書）、2012年。ISBN 4480066543。
- 『レジーム・チェンジ：恐慌を突破する逆転の発想』NHK出版（NHK出版新書）、2012年。ISBN 4140883731。
- 『反官反民：中野剛志評論集』幻戯書房、2012年。ISBN 4864880018。
- 『官僚の反逆』幻冬舎（幻冬舎新書）、2012年。ISBN 4344982908。
- 『日本防衛論：グローバル・リスクと国民の選択』角川マガジンズ（角川SSC新書）、2013年。ISBN 4047315923。
- 『反・自由貿易論』新潮社（新潮新書）、2013年。ISBN 4106105268。
- 『保守とは何だろうか』NHK出版（NHK出版新書）、2013年。ISBN 4140884185。
- 『世界を戦争に導くグローバリズム』集英社（集英社新書）、2014年。ISBN 4087207552。
- 『富国と強兵：地政経済学序説』東洋経済新報社、2016年。ISBN 978-4492444382。
- 『真説・企業論：ビジネススクールが教えない経営学』講談社（講談社現代新書）、2017年。ISBN 978-4-06-288425-9。
- 『経済と国民：フリードリヒ・リストに学ぶ』朝日新聞出版（朝日新書）、2017年。ISBN 978-4022737342。
- 『目からウロコが落ちる 奇跡の経済教室【基礎知識編】』ベストセラーズ、2019年。ISBN 978-4584138953。
- 『全国民が読んだら歴史が変わる 奇跡の経済教室【戦略編】』ベストセラーズ、2019年。ISBN 978-4584139066。
- 『日本経済学新論』筑摩書房（ちくま新書）、2020年。ISBN 978-4480073143。
- 『小林秀雄の政治学』文藝春秋（文春新書）、2021年。ISBN 978-4-16-661306-9。
- 『楽しく読むだけでアタマがキレッキレになる 奇跡の経済教室【大論争編】』ベストセラーズ、2022年。ISBN 978-4584139837。
- 『世界インフレと戦争―恒久戦時経済への道』幻冬舎、2022年。ISBN 978-4344986787。
- 『どうする財源 貨幣論で読み解く税と財政の仕組』祥伝社（祥伝社新書）、2023年。ISBN 978-4396116767。
- 『入門 シュンペーター 資本主義の未来を予見した天才』PHP新書、2024年。ISBN 978-4569856186。

### 共著
- （関岡英之、長尾たかし、東谷暁、藤井孝男、三橋貴明、山田俊男、水島総）『亡国最終兵器：TPP問題の真実』青林堂（チャンネル桜叢書）、2011年。ISBN 4792604354。
- （山名元、森本敏）『それでも日本は原発を止められない』産経新聞出版、2011年。ISBN 4819111450。
- （エマニュエル・トッド、フリードリッヒ・リスト、ダヴィッド・トッド、ジャン＝リュック・グレオ、ジャック・サピール、松川周二、西部邁、関曠野、太田昌国、関良基、山下惣一）『自由貿易という幻想：リストとケインズから「保護貿易」を再考する』藤原書店、2011年。ISBN 4894348284。
- （柴山桂太）『グローバル恐慌の真相』集英社（集英社新書）、2011年。ISBN 4087206203。
- （西部邁、佐伯啓思、柴山桂太、中島岳志、東谷暁、藤井聡、富岡幸一郎、原洋之介）『危機の思想』NTT出版、2011年。ISBN 4757142765。
- （西部邁、佐伯啓思、富岡幸一郎、柴山桂太、中島岳志、原洋之介、東谷暁、藤井聡）『文明の宿命』NTT出版、2012年。ISBN 4757142889。
- （三橋貴明）『売国奴に告ぐ!：いま日本に迫る危機の正体』徳間書店、2012年。ISBN 4198633592。
- （藤井聡）『日本破滅論』文藝春秋（文春新書）、2012年。ISBN 4166608711。
- （関岡英之、岩月浩二、東谷暁、施光恒、村上正泰、柴山桂太）『TPP 黒い条約』集英社（集英社新書）、2013年。ISBN 4087206955。
- （三橋貴明、柴山桂太、施光恒、森健）『反動世代：日本の政治を取り戻す』講談社、2013年。ISBN 4062183307。
- （柴山桂太、施光恒）『まともな日本再生会議：グローバリズムの虚妄を撃つ』アスペクト、2013年。ISBN 4757222572。
- （佐藤健志）『国家のツジツマ：新たな日本への筋立て』VNC、2014年。ISBN 4434190598。
- （佐藤健志）『国家のツジツマ：新たな日本への筋立て デラックス版』VNC、2014年。ISBN 4434189395。
- （エマニュエル・トッド、ハジュン・チャン、柴山桂太、藤井聡、堀茂樹）『グローバリズムが世界を滅ぼす』文藝春秋（文春新書）、2014年。ISBN 4166609742。
- （柴山桂太）『グローバリズム その先の悲劇に備えよ』集英社（集英社新書）、2017年。ISBN 978-4087208863。

### 編著
- （佐藤方宣、柴山桂太、施光恒、五野井郁夫、安高啓朗、松永和夫、松永明、久米功一、安藤馨、浦山聖子、大屋雄裕、谷口功一、河野有理、黒籔誠、山中優、萱野稔人）『成長なき時代の「国家」を構想する：経済政策のオルタナティヴ・ヴィジョン』ナカニシヤ出版、2010年。ISBN 4779505135。
- （東谷暁、三橋貴明）『「TPP開国論」のウソ：平成の黒船は泥舟だった』飛鳥新社、2011年。ISBN 4864100802。

### 共訳書
- スコット・A・シェーン 著、谷口功一、中野剛志、柴山桂太 訳『〈起業〉という幻想：アメリカン・ドリームの現実』白水社、2011年。ISBN 4560081646。

### 監修
- 黒野伸一『あした、この国は崩壊する：ポストコロナとMMT』ライブパブリッシング、2021年。ISBN 4910519009。

### 論文
- 藤井聡、中野剛志「マクロ経済への影響を踏まえた公共事業関係費の水準と調達方法の裁量的調整についての基礎的考察」土木学会論文集
- 藤井聡、久米功一、松永明、中野剛志「経済の強靭性（Economic Resilience）に関する研究の展望」経済産業研究所、2012年4月